# 野球ブラジル代表
野球ブラジル代表（やきゅうブラジルだいひょう）は、ブラジルにおける野球のナショナルチームである。

## 歴史
ブラジルの野球同様、代表チームも日系選手と関係が深い。
2003年のIBAFワールドカップに出場。準々決勝で強豪キューバ相手に一点差まで迫る接戦を演じたが惜しくも敗れる。その後の順位決定戦で韓国に勝ち、7位で大会を終えた。
2005年の南米大会では、強豪ベネズエラ相手にエースのジョー・マツモト投手が力投し勝利。大会のMVPを獲得した。同年のワールドカップにも出場。2勝6敗で13位であった。
2006年の北京五輪野球米大陸予選では、南米地区予選を2位で通過、2次リーグではベネズエラに10-5で打ち勝ったが、それ以外の試合では敗北し2次リーグ敗退。
2007年にリオデジャネイロで行われた、パンアメリカン競技大会ではニカラグアに1-0で勝利するも、ドミニカ共和国に敗戦、アメリカ合衆国に対しては5-7と善戦したが、予選リーグで姿を消した。
2012年に開催された第3回WBCの予選に参加。パナマに2度勝利するなど順調に勝ち進み、予選突破を果たした。2013年3月に開催された本大会では、第1ラウンドにて3戦全敗で敗退し次大会予選降格となったが、日本やキューバ相手に善戦した。
2015年8月には、WBSC U-18ワールドカップに出場した。
2016年9月に開催された第4回WBCには予選4組に参加したが、敗者復活戦でイギリスに敗れ、2大会連続でのWBC本大会出場はならなかった。
2022年9月に開催された第5回WBCには予選B組に参加したが、決勝でパナマ、敗者復活戦でも一度は勝利したニカラグアに敗れ、本大会出場を2大会連続で逃した。
2025年3月に開催された第6回WBCの予選に参加し、本戦進出決定戦でドイツに勝利し、3大会ぶり2度目のWBC本大会出場権を獲得した。

## 国際大会

### ワールド・ベースボール・クラシック
| 回 | 年   | 開催地                                                                       | 順位            |
| -- | ---- | ---------------------------------------------------------------------------- | --------------- |
| 1  | 2006 | アメリカ合衆国の旗 · 日本の旗 · プエルトリコの旗                             | 不参加          |
| 2  | 2009 | アメリカ合衆国の旗 · 日本の旗 · プエルトリコの旗 · メキシコの旗 · カナダの旗 | 不参加          |
| 3  | 2013 | アメリカ合衆国の旗 · 日本の旗 · プエルトリコの旗 · 中華民国の旗              | 1次ラウンド敗退 |
| 4  | 2017 | アメリカ合衆国の旗 · 日本の旗 · 大韓民国の旗 · メキシコの旗                  | 予選敗退        |
| 5  | 2023 | アメリカ合衆国の旗 · 日本の旗 · 中華民国の旗                                 | 予選敗退        |
| 6  | 2026 | アメリカ合衆国の旗 · 日本の旗 · プエルトリコの旗                             | 出場権獲得      |

### オリンピック
| 回 | 年   | 開催地       | 順位     |
| -- | ---- | ------------ | -------- |
| 26 | 1992 | バルセロナ   | 予選敗退 |
| 27 | 1996 | アトランタ   | 予選敗退 |
| 28 | 2000 | シドニー     | 予選敗退 |
| 29 | 2004 | アテネ       | 予選敗退 |
| 30 | 2008 | 北京         | 予選敗退 |
| 33 | 2021 | 東京         | 予選敗退 |
| 35 | 2028 | ロサンゼルス |          |

### WBSCプレミア12
| 回 | 年   | 開催地                                                | 順位         |
| -- | ---- | ----------------------------------------------------- | ------------ |
| 1  | 2015 | 日本の旗 · 中華民国の旗                               | 参加資格無し |
| 2  | 2019 | 日本の旗 · 中華民国の旗 · 大韓民国の旗 · メキシコの旗 | 参加資格無し |
| 3  | 2024 | 日本の旗 · 中華民国の旗 · メキシコの旗                | 参加資格無し |

### ワールドカップ
- 2003年 - 7位
- 2005年 - 13位

### インターコンチネンタルカップ
- 2002年 - 9位

### パンアメリカン競技大会
- 1951年 - 7位
- 1955年 - 不参加
- 1959年 - 9位
- 1963年 - 5位
- 1967年 - 不参加
- 1971年 - 不参加
- 1975年 - 不参加
- 1979年 - 不参加
- 1983年 - 11位
- 1987年 - 不参加
- 1991年 - 不参加
- 1995年 - 8位
- 1999年 - 9位
- 2003年 - 5位
- 2007年 - 8位
- 2023年 - 2位

## 主な代表選手
- 2013 ワールド・ベースボール・クラシック ブラジル代表
- 2017 ワールド・ベースボール・クラシック ブラジル代表
- 2023 ワールド・ベースボール・クラシック ブラジル代表